# Kôr
«Kôr» es un poema del escritor británico J. R. R. Tolkien, publicado de forma póstuma por su tercer hijo y principal editor de sus obras, Christopher Tolkien, en la primera parte de El libro de los cuentos perdidos. 
Fue escrito el 30 de abril de 1915 y la única diferencia existente entre las dos copias que realizó, una escrita a mano y otra mecanografiada, era una frase del penúltimo verso que cambió de «ningún pájaro canta» a «ninguna voz vibra». La primera fue además subtitulada «En la ciudad perdida y muerta» y la segunda fue publicada esa misma primavera bajo el título «La ciudad de los dioses» (originalmente en inglés, «The City of the Gods») en la revista The Microcosm (volumen 8, número 1) de Leeds.
El poema describe la ciudad de Kôr, nombre que J. R. R. Tolkien le dio a Tirion en las historias originales de su legendarium, una vez esta ha sido abandonada por los elfos.